# Natație la Jocurile Olimpice de vară din 2020 - 1.500 m liber (feminin)
Proba de 1.500 de metri liber feminin de la Jocurile Olimpice de vară din 2020 a avut loc în perioada 26-28 iulie 2021 la Tokyo Aquatics Centre.

## Recorduri
Înaintea acestei competiții, recordurile mondiale și olimpice erau următoarele:
| Record  | Atlet               | Timp     | Loc                         | Data        |
| ------- | ------------------- | -------- | --------------------------- | ----------- |
| Mondial | Katie Ledecky (SUA) | 15:20,48 | Indianapolis, Statele Unite | 16 mai 2018 |
| Olimpic | eveniment inaugural | -        | -                           | -           |

## Program
Orele sunt ora Japoniei (UTC+9) 
| Data                    | Timp  | Etapă      |
| ----------------------- | ----- | ---------- |
| Luni, 26 iulie 2021     | 20:32 | Calificări |
| Miercuri, 28 iulie 2021 | 11:54 | Finala     |

## Rezultate

### Calificări
Înotătoarele cu cei mai buni 8 timpi au avansat în finală.
| Loc | Serie | Culoar | Înotătoare                 | Țară                       | Timp     | Note  |
| --- | ----- | ------ | -------------------------- | -------------------------- | -------- | ----- |
| 1   | 5     | 4      | Katie Ledecky              | Statele Unite ale Americii | 15:35,35 | C, RO |
| 2   | 5     | 5      | Wang Jianjiahe             | China                      | 15:41,49 | C, RC |
| 3   | 4     | 3      | Erica Sullivan             | Statele Unite ale Americii | 15:46,67 | C     |
| 4   | 4     | 4      | Simona Quadarella          | Italia                     | 15:47,34 | C     |
| 5   | 4     | 6      | Anastasiya Kirpichnikova   | COR                        | 15:50,22 | C, RC |
| 6   | 5     | 3      | Sarah Köhler               | Germania                   | 15:52,67 | C     |
| 7   | 4     | 5      | Maddy Gough                | Australia                  | 15:56,81 | C     |
| 8   | 5     | 7      | Kiah Melverton             | Australia                  | 15:58,96 | C     |
| 9   | 5     | 2      | Ajna Késely                | Ungaria                    | 15:59,80 |       |
| 10  | 4     | 7      | Li Bingjie                 | China                      | 15:59,92 |       |
| 11  | 4     | 1      | Merve Tuncel               | Turcia                     | 16:00,51 |       |
| 12  | 3     | 6      | Viktória Mihályvári-Farkas | Ungaria                    | 16:02,26 |       |
| 13  | 4     | 2      | Martina Caramignoli        | Italia                     | 16:02,43 |       |
| 14  | 5     | 8      | Kristel Köbrich            | Chile                      | 16:09,09 |       |
| 15  | 5     | 1      | Mireia Belmonte            | Spania                     | 16:11,68 |       |
| 16  | 3     | 5      | Julia Hassler              | Liechtenstein              | 16:12,55 | RC    |
| 17  | 3     | 1      | Deniz Ertan                | Turcia                     | 16:13,22 |       |
| 18  | 4     | 8      | Jimena Pérez               | Spania                     | 16:15,99 |       |
| 19  | 2     | 4      | Marlene Kahler             | Austria                    | 16:20,05 |       |
| 20  | 3     | 3      | Viviane Jungblut           | Brazilia                   | 16:21,29 |       |
| 21  | 1     | 4      | Katrina Bellio             | Canada                     | 16:24,37 |       |
| 22  | 3     | 7      | Tamila Holub               | Portugalia                 | 16:25,16 |       |
| 23  | 3     | 2      | Diana Durães               | Portugalia                 | 16:29,15 |       |
| 24  | 2     | 5      | Beatriz Dizotti            | Brazilia                   | 16:29,37 |       |
| 25  | 2     | 6      | Helena Rosendahl Bach      | Danemarca                  | 16:29,56 |       |
| 26  | 2     | 3      | Eve Thomas                 | Noua Zeelandă              | 16:29,66 |       |
| 27  | 3     | 4      | Celine Rieder              | Germania                   | 16:32,57 |       |
| 28  | 2     | 2      | Han Da-kyung               | Coreea de Sud              | 16:33,59 |       |
| 29  | 5     | 6      | Delfina Pignatiello        | Argentina                  | 16:33,69 |       |
| 30  | 3     | 8      | Katja Fain                 | Slovenia                   | 16:35,92 |       |
| 31  | 2     | 7      | Hayley McIntosh            | Noua Zeelandă              | 16:44,43 |       |
| 32  | 1     | 5      | Arianna Valloni            | San Marino                 | 16:54,64 |       |
| 33  | 1     | 3      | Sasha Gatt                 | Malta                      | 16:57,47 |       |

### Finala
| Loc | Culoar | Înotătoare               | Țară                       | Timp     | Note |
| --- | ------ | ------------------------ | -------------------------- | -------- | ---- |
| 1   | 4      | Katie Ledecky            | Statele Unite ale Americii | 15:37,34 |      |
| 2   | 3      | Erica Sullivan           | Statele Unite ale Americii | 15:41,41 |      |
| 3   | 7      | Sarah Köhler             | Germania                   | 15:42,91 | RC   |
| 4   | 5      | Wang Jianjiahe           | China                      | 15:46,37 |      |
| 5   | 6      | Simona Quadarella        | Italia                     | 15:53,97 |      |
| 6   | 8      | Kiah Melverton           | Australia                  | 16:00,36 |      |
| 7   | 2      | Anastasiya Kirpichnikova | COR                        | 16:00,38 |      |
| 8   | 1      | Maddy Gough              | Australia                  | 16:05,81 |      |